# 湘南乃風〜Single Best〜
『湘南乃風〜Single Best〜』（しょうなんのかぜ・シングルベスト）は、2011年6月15日に発売の湘南乃風の1作目のベスト・アルバム。

## 概要
- 湘南乃風初のベスト・アルバムの1枚目。本作は表ベストと位置づけられており、ジャケットの色が金色になっている。
- DISC1には、1stシングル「応援歌/風」から11thシングル「爆音男〜BOMBERMAN〜」までのシングル曲（ただし両A面の「風」は本作には収録されず、ベスト・アルバム「湘南乃風〜Live Set Best〜」に収録されている）と7thシングル「黄金魂」のカップリングである「曖歌」を収録。
- DISC2には、シングル曲を中心に湘南乃風のセレクターであるThe BK Soundが手がけたMIX CD「GOLD MIX」を収録。
- 初回盤は限定マフラータオルを付属。
- ベスト・アルバム「湘南乃風〜Live Set Best〜」と同時発売となった。こちらは裏ベストと位置づけられている。

## 収録曲

### CD
1. 応援歌 feat. MOOMIN
（作詞:湘南乃風、MOOMIN / 作曲:湘南乃風、MOOMIN、Home Grown / 編曲:湘南乃風、Home Grown）
1stシングル
2. 晴伝説
（作詞・作曲・編曲:湘南乃風）
2ndシングル
3. カラス
（作詞・作曲・編曲:湘南乃風）
3rdシングル
4. 覇王樹
（作詞・作曲・編曲:湘南乃風）
4thシングル
5. 純恋歌
（作詞・作曲：湘南乃風 / 編曲：湘南乃風、Soundbreakers）
5thシングル
6. 睡蓮花
（作詞:湘南乃風 / 作曲:MINMI、湘南乃風 / 編曲:MINMI、Yoshitaka “Gakkey” Ishigaki、湘南乃風）
6thシングル
7. 黄金魂
（作詞：湘南乃風 / 作曲：湘南乃風、soundbreakers / 編曲：soundbreakers、湘南乃風）
7thシングル
8. 恋時雨
（作詞：湘南乃風 / 作曲：湘南乃風、soundbreakers / 編曲：soundbreakers、湘南乃風）
8thシングル
9. 親友よ
（作詞：湘南乃風 / 作曲：BLOOD-I、湘南乃風 / 編曲：湘南乃風、BLOOD-I）
9thシングル
10. ガチ桜
（作詞：湘南乃風 / 作曲：Masakatsu “Mar-D” Motohara、湘南乃風 / 編曲：湘南乃風、Masakatsu “Mar-D” Motohara）
10thシングル
11. 爆音男〜BOMBERMAN〜
（作詞・作曲・編曲：湘南乃風）
11thシングル
12. 曖歌
（作詞：湘南乃風 / 作曲：湘南乃風、Amin03 / 編曲：soundbreakers、湘南乃風）
7thシングル『黄金魂』のカップリング曲。

### MIX CD
- GOLD MIX

1. 爆音男 〜BOMBERMAN〜
2. 黄金魂
3. 睡蓮花
4. 覇王樹
5. 晴伝説
6. ガチ桜
7. 親友よ
8. カラス
9. 恋時雨
10. 純恋歌
11. 応援歌 feat. MOOMIN